# Schloss Eggersberg

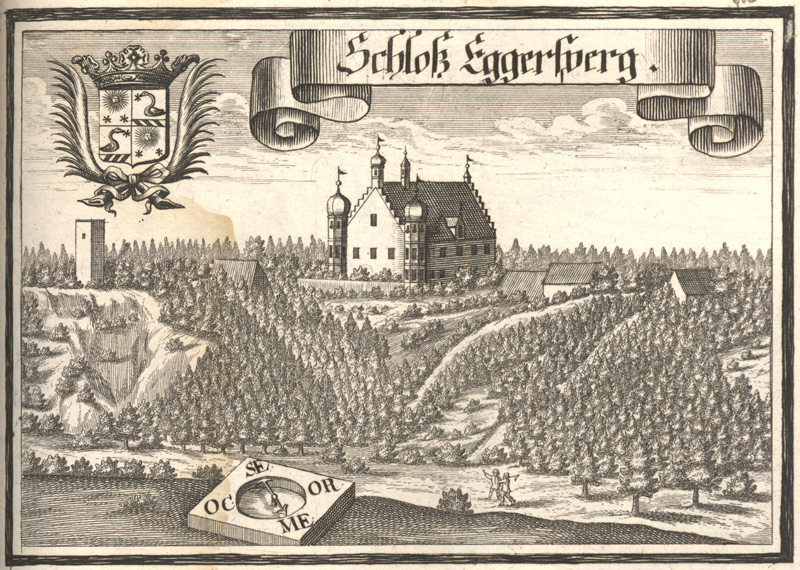
Schloss Eggersberg um 1700, Kupferstich von Michael Wening

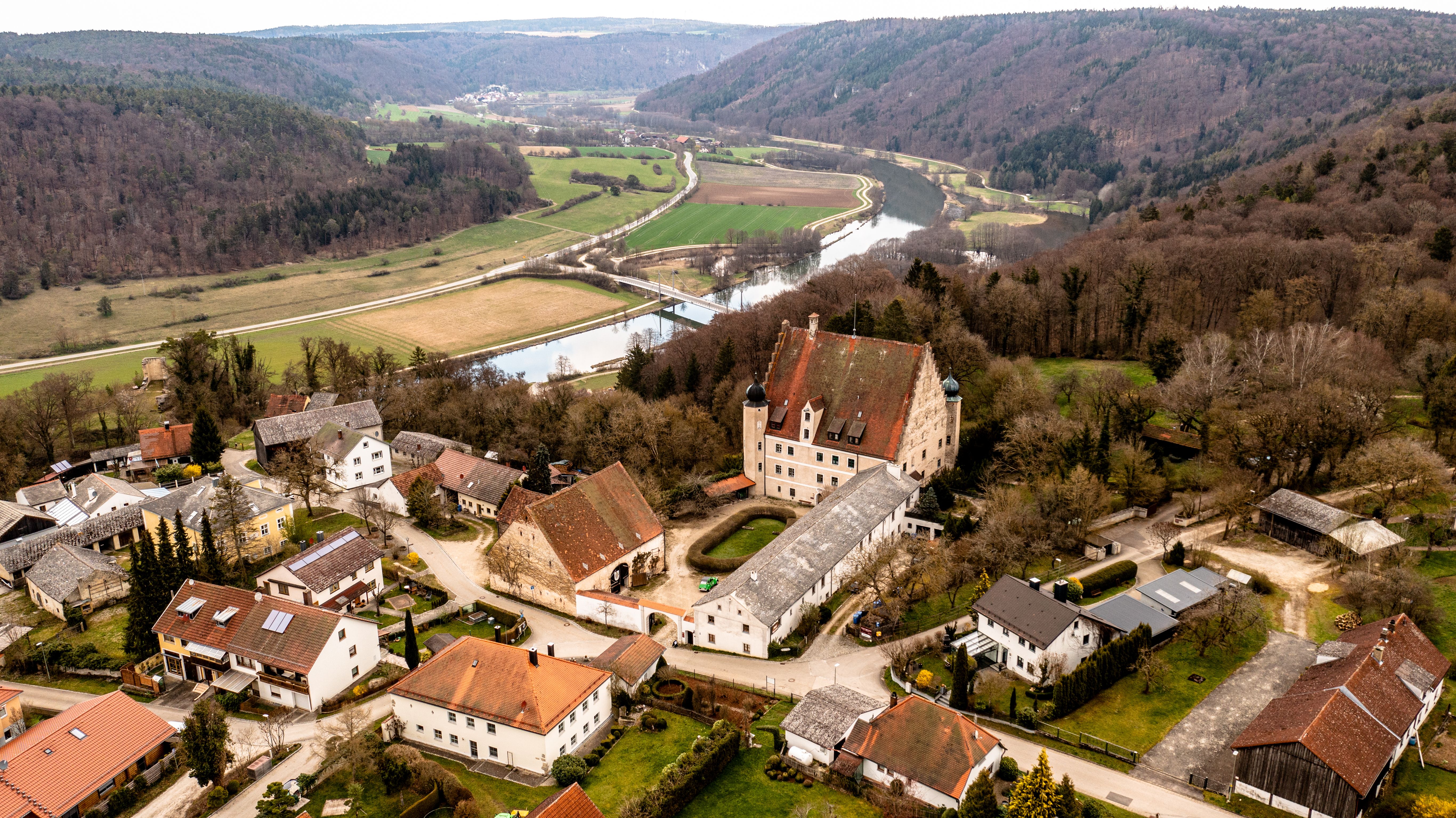
Schloss Eggersberg über dem Altmühltal, April 2023

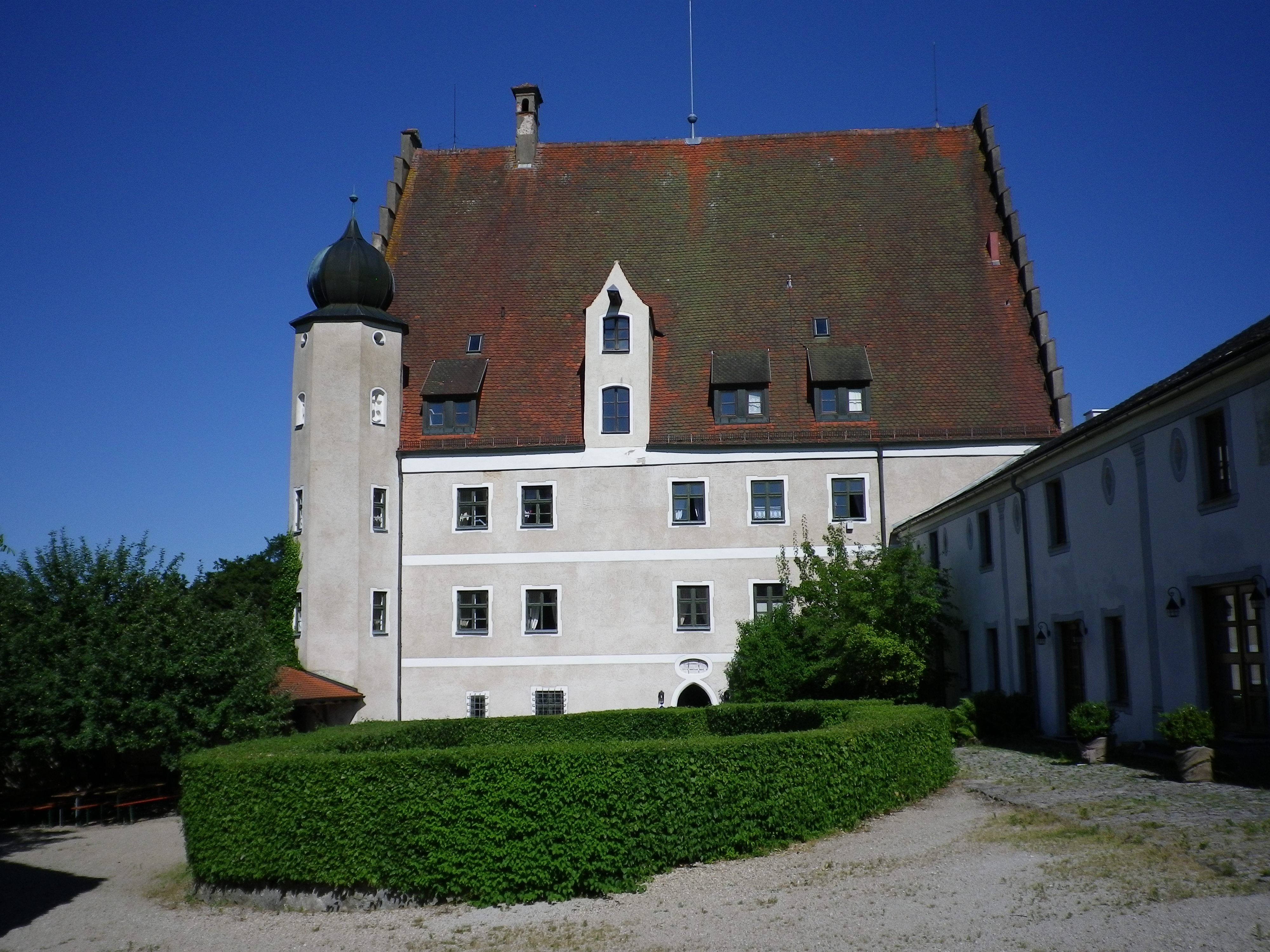
Das Schloss Eggersberg

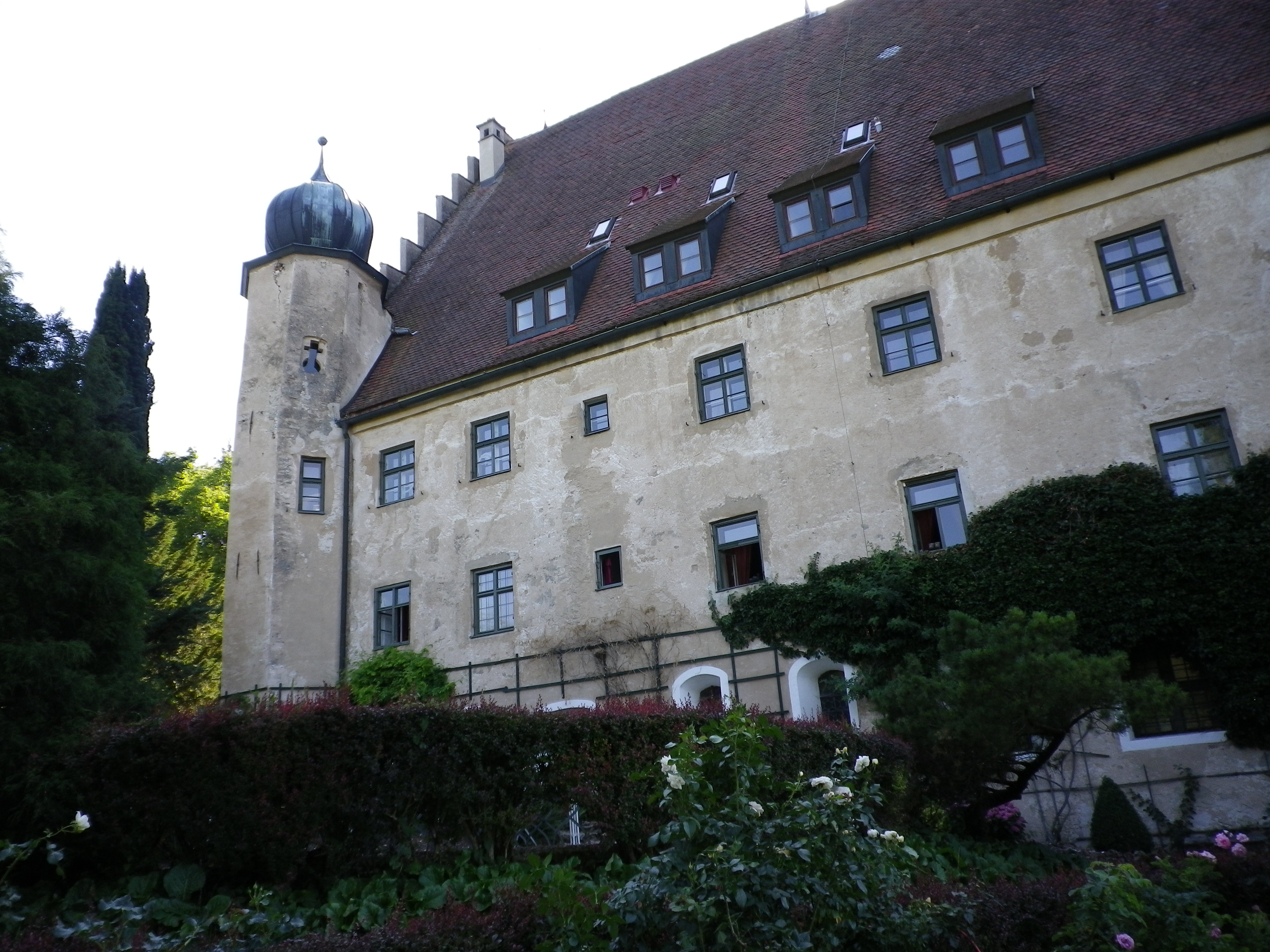
Blick vom Garten auf das Schloss

Schloss Eggersberg ist ein ehemaliges Hofmarksschloss im unteren Altmühltal bei Riedenburg. Es ist unter der Aktennummer D-2-73-164-101 als Baudenkmal verzeichnet. „Untertägige frühneuzeitliche Befunde im Bereich des neuen Schlosses von Eggersberg mit zugehörigem Ökonomiehof und Gartenanlage“ werden zudem als Bodendenkmal unter der Aktennummer D-2-7035-0027 geführt. Seit 1962 wird das Schloß als Tageshaus und Hotel genutzt.

## Geschichte
Eggersberg wurde im 9. Jahrhundert erstmals urkundlich erwähnt. Die dortige Burg Eggersberg kam in die Hände der Wittelsbacher, die sie an verschiedene Vasallen verpfändeten; darunter waren die Wolfsteiner, die Hilpoltsteiner, die Lichtenecks, die Frauenhofer, die Muracher, die Pappenheimer und die Helfensteiner. 1520 kam der Besitz an Leonhard von Eck, den bedeutendsten Hofrat von Herzog Wilhelm IV. von Bayern. Ob Burg Eggersberg im Löwlerkrieg (1491–93) verfiel, ist fraglich, da der Besitzer Georg von Helfenstein ein enger Gefolgsmann von Herzog Albrecht IV. war und den Löwlern nicht angehörte.
Herzog Maximilian I. verkaufte den Besitz an Wilhelm Jocher, Rat und Pfleger von Dachau. Unter dieser Familie kam es um 1600 zu einem Neubau des Schlosses 100 m südlich der Burgruine. Danach erwarb 1684 Dominicus von Bassus, Professor der Rechte an der Hohen Schule zu Ingolstadt, die geschlossene Hofmark Eggersberg mit ihren Teilen Thann, Harlanden, Georgenbuch, Oberhofen, Untereggersberg und Tachenstein. Das Hofmarksschloss und bis zur Revolution 1848 auch die damit verbundene niedere Gerichtsbarkeit blieben bei der Familie von Bassus, die es bis nach dem Zweiten Weltkrieg als Jagdschloss nutzte.
Im Jahr 1962 erwarb der Jurist Robert F. E. Weigand das Anwesen. Dieser widmete neben seinem Beruf als passionierter Privatgelehrter und Sammler ein ganzes Sammlerleben dem Aufbau unterschiedlicher geordneter Sammlungen und sanierte das Gebäude und erschloss es der Öffentlichkeit durch eine Gastronomie und Hotelnutzung. Hierzu erschloss Weigand das Gebäude durch eine geteerte Straße, elektrifizierte das Gebäude und ließ es an die Kanalisation anschließen. Im Jahr 1994 wurde die Westfassade saniert sowie der fast verfallende Marstall wieder vollständig aufgebaut und mit einem Legschieferdach versehen. Von 1963 bis in die 1990er Jahre fanden jährlich klassische Konzerte im Gebäude statt.
Alle diese Exponate stiftete Weigand im Januar 2004 seiner Robert-F.E.-Weigand-Kulturstiftung Schloss Eggersberg, die er als gemeinnützige Stiftung errichtete.

## Museum
Das Hofmark-Museum zeigt, in kleine Abteilungen aufgeteilt, unter anderem die Themenbereiche Die Familie de Bassus, Das Altmühltal in der Grafik, Die Pfarrei Eggersberg, Das bäuerliche Leben, Die Kelten im Altmühltal, Eggersberg in der Kunst.
Außer den Beständen des Hofmark-Museums mit seinen Abteilungen brachte Weigand die Sammlungen Hippologica – das Pferd in der Kunst und Kleinantiken in die Stiftung ein. Um den Bestand der Stiftung zu sichern, richtete er für die Sammlungen im Obergeschoss des ehemaligen Marstalls des Schlosses eine dauerhafte Bleibe ein.
Der Besucher wird informiert, dass der kleinste Dinosaurier der Welt bei Eggersberg gefunden wurde. Ein erstes Modell dieses Compsognathus Longipes des Münchner Paläontologen Rutte ist im Hofmark-Museum ausgestellt.
Der erste entdeckte Urvogel, Archaeopteryx, war bei Eggersberg beheimatet und wurde im Steinbruch bei Jachenhausen gefunden.
Während des Baus des Rhein-Main-Donau-Kanals, dessen letztes Teilstück zwischen Dietfurt und Kelheim an Schloss Eggersberg vorbeiführt und der am 25. September 1992 eröffnet wurde, erschloss man ein bedeutendes Gräberfeld der Keltenzeit am Fuße Eggersbergs. Die herausragenden Funde wie der längste, komplett erhaltene Bronze-Keltengürtel sowie außergewöhnliche, keltische Gewandfibeln sind im Hofmark-Museum ausgestellt.
Zum Teil herausragende Gestalter der bayerischen Geschichte und Kultur waren Hofmarksherren auf Eggersberg. Der „tägliche Erste Rath“ Leonhard von Eck prägte als rechte Hand des Bayernherzogs Wilhelm IV. über mehr als 35 Jahre die Geschichte Bayerns. Es gelang ihm, die Versuche des mächtigsten Herrschers damaliger Zeit, des deutschen Kaisers Karl V., Bayern in das Habsburger Reich einzuverleiben, scheitern zu lassen. Auch die „Protestantisierung“ Bayerns wusste Leonhard von Eck geschickt zu verhindern. Als Staatsrechtler entwarf er eine der ersten wirksamen Reformen der bayerischen Administration.
Die Familie der Freiherren de Bassus, aus dem Schweizer Tal um Poschiavo in Graubünden stammend, die am längsten auf der Hofmark Eggersberg saß (von 1684 bis 1949), war mit Dominicus de Bassus, Rechtsgelehrter an der Universität Ingolstadt und Thomas Freiherr de Bassus und anderen vertreten. Thomas Freiherr de Bassus war mit Adam Weishaupt und Adolph Knigge führendes Mitglied des Illuminatenordens. Thomas de Bassus zeichnete sich als Förderer des Komponisten Johann Simon Mayr aus Mendorf bei Altmannstein und eines der bedeutendsten Rokokoschnitzers seiner Zeit, Ignaz Günther, aus.